# Věnceslav Metelka
Václav, alias Věnceslav Metelka (podle vysocké římskokatolické matriky narozených 15. září nebo podle poznámky svého otce v knize rodinných záznamů 17. září 1807 Sklenařice – 1. května 1867 Paseky) byl český učitel, houslař, houslista a písmák, prototyp „zapadlého vlastence“.

## Život
Narodil se jako nejstarší syn chalupníka Jáchyma Metelky ve Sklenařicích čp. 11, ve škole se setkal s písmákem a hudebníkem Matějem Hájkem, který ho učil také hrát na housle, na flétnu a klavír. Od deseti let chodíval hrát po hospodách, byl na zkušené v Německu, učil se truhlářem a pracoval v Náchodě v houslařské dílně. Roku 1829 odešel do Jičína studovat učitelství a po úspěšném absolvování se roku 1831 stal pomocným učitelem v Pasekách. Od roku 1835 hrál v ochotnickém divadle, ale protože s jeho učitelstvím nebyl spojen pravidelný plat, žil velice chudě. Roku 1836 dostal výjimku a mohl se i jako školní pomocník oženit s dcerou učitele Kateřinou Šimůnkovou, s níž měl čtyři děti: Pavlínu (1836–1857), Václava (1838–1856), Josefa (1841–1880) a Johanku (1843–1868); nejstarší dvě ale zemřely na tuberkulózu krátce po sobě v mladém věku. Když tchán roku 1838 zemřel, z dědictví koupil domek v Pasekách a začal také hospodařit. Přivydělával si hraním a hlavně stavěl housle a další dřevěné hudební nástroje včetně kytar. Roku 1841 se stal řádným učitelem a 1850 byl zvolen rychtářem, ale funkci odmítl. Zemřel na tuberkulózu a zanechal po sobě ženu a dvě děti, které ale také brzy zemřely. Pohřben je na hřbitově v Pasekách nad Jizerou u zdejšího kostela svatého Václava.

## Odkaz

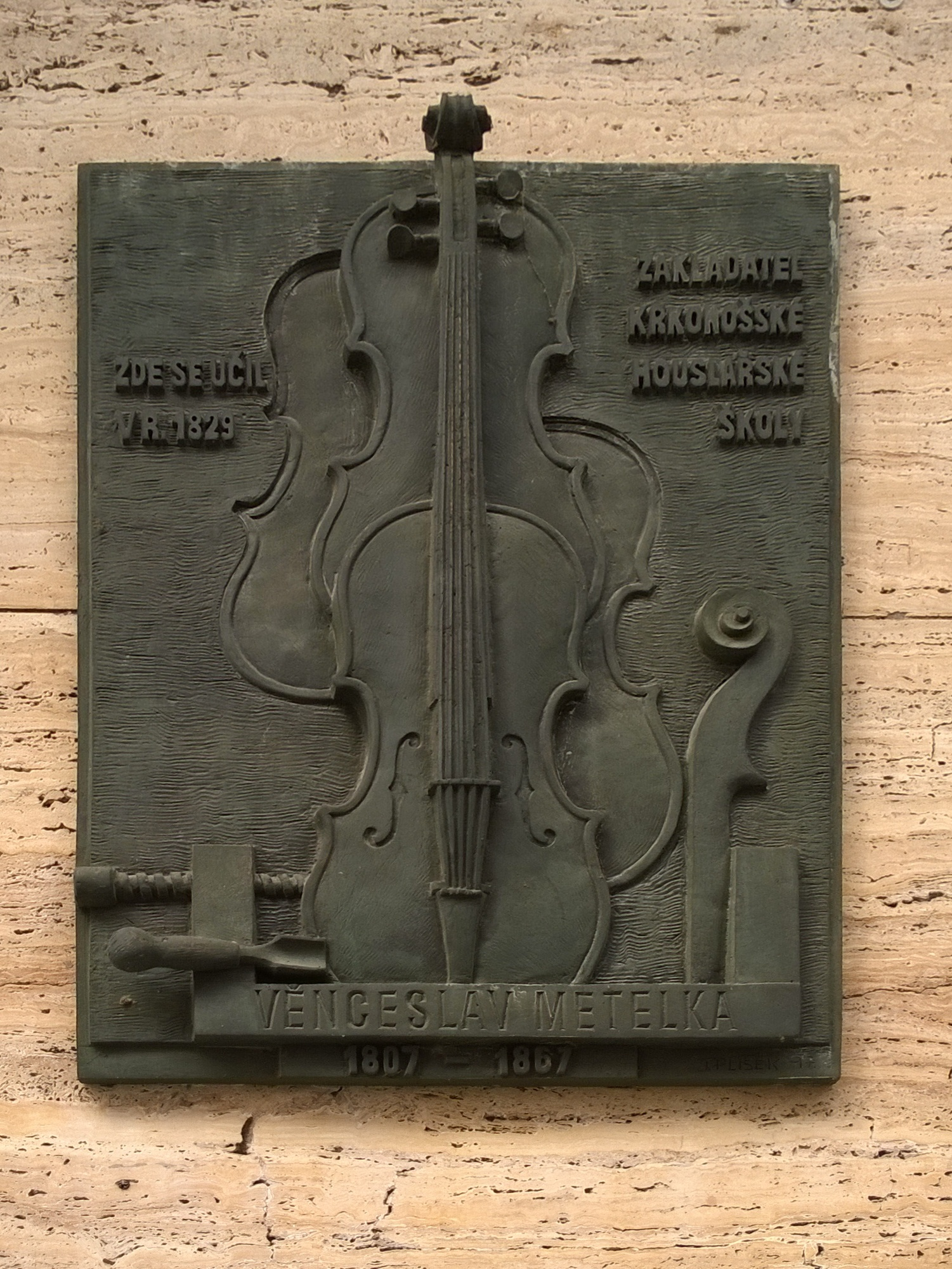
Pamětní deska v Náchodě, kde se Metelka učil truhlářem

Houslařství naučil své děti a založil tak významnou houslařskou školu, z níž vzešly i houslařské rody Pilařů a Špidlenů. Kromě četných nástrojů, které se dnes velice cení, zanechal po sobě deníky z let 1835–1844 a 1856–1866. Z nich čerpal Karel Václav Rais inspiraci i materiál pro román Zapadlí vlastenci.
Významná část Památníku zapadlých vlastenců v Pasekách je věnována Metelkovi. Roku 2007 se v Pasekách slavil „Rok Věnceslava Metelky“ a na hřbitově mu postavili pomník s bustou od sochaře Vladimíra Preclíka.